# MSC Sinfonia
MSC Sinfonia — круизное судно класса Lirica. Принадлежит и управляется MSC Cruises. Судно рассчитано на 2 546 пассажиров (976 кают) и 721 члена экипажа.
Изначально построено для ныне несуществующей компании Festival Cruises под названием MS European Stars. Вошло во флот MSC Cruises в 2004 году.

## Смена названия
MS European Stars начало свой первый круиз 25 апреля 2002 года. В январе 2004 года Festival Cruises была объявлена банкротом и в июле 2004 года судно было продано MSC Cruises за 220 миллионов евро (вместе с будущим MSC Armonia за 215 миллионов евро).

## Реконструкция
С 12 января по 16 марта 2015 года судно находилось на реконструкции в доках Fincantieri (была увеличена длина с 251,25 м до 274,9 м, а так же пассажировместимость) в рамках программы «Renaissance Programme»
.